# NGC 6950
NGC 6950 est un amas ouvert situé dans la constellation du Dauphin. Il a été découvert par l'astronome germano-britannique William Herschel en 1784.
NGC 6950 est à 1 070 ± 49 pc (∼3 490 al) du système solaire et les dernières estimations donnent un âge de 1,8 ± 0,05 milliard d'années. La taille apparente de l'amas est de 15 minutes d'arc, ce qui, compte tenu de la distance et grâce à un calcul simple, équivaut à une taille réelle de 15,2 ± 0,7 al.
Wolfgang Steinicke  ainsi que le professeur Seligman considèrent NGC 6950 comme un groupe d'étoiles et non comme un amas ouvert. De plus, NGC 6950 ne figure pas sur le site WEBDA qui est consacré aux amas ouverts. Cependant, les bases de données Simbad, NASA/IPAC et HyperLeda le considère comme un amas ouvert.